# Tha Carter III
The Carter III é o oitavo álbum de estúdio do rapper Lil Wayne. O álbum estreou em primeiro lugar na tabela Billboard 200 dos Estados Unidos, vendendo 1.500.000 cópias apenas em sua primeira semana de lançamento. Atingiu vendas de 2,88 milhões de cópias até o final de 2008 e produziu quatro singles que alcançaram sucesso nas paradas, incluindo o sucesso internacional "Lollipop" e os sucessos da Billboard "A Milli", "Got Money" e "Mrs. Officer".
Após o seu lançamento, The Carter III recebeu aclamação universal dos críticos de música e ganhou vários elogios, incluindo um ponto na lista da Rolling Stone dos Estados Unidos dos 500 melhores álbuns de todos os tempos. Foi certificado 6 platinas pela Recording Industry Association of America pouco depois de atingir a marca de 6.2 milhões de cópias vendidas em solo estadunidense. O álbum é amplamente considerado um dos melhores álbuns de hip hop de todos.

## Bastidores
O álbum estreou em primeiro lugar na tabela geral da Billboard 200 dos EUA, vendendo 1.005.545 cópias em sua primeira semana de lançamento oficial. Chegou a venda de 2,88 milhões de cópias até o final de 2008 e produziu quatro singles que alcançaram sucesso nas paradas, incluindo o sucesso internacional "Lollipop", e sucessos Billboard "A Milli", "Got Money" e "Mrs. Officer". Após a sua liberação, Tha Carter III recebeu o aplauso geral dos críticos de música e Lil Wayne ganhou diversos prêmios, incluindo um Grammy para Melhor Álbum de Rap no Grammy Awards de 2009. Foi disco de platina triplo pela RIAA, e vendeu mais de 3,5 milhões de cópias nos Estados Unidos. Se tornando um dos maiores clássicos do hip-hop mundial.
Lil Wayne confirmou os produtores: The Alchemist, Cool & Dre, Deezle, Jim Jonsin, Just Blaze, Kanye West, Mannie Fresh, The Runners, Timbaland, Danja, Arash, e will.i.am.
O Álbum teve as participações de Fabolous, T-Pain, Brisco, Bobby Valentino, Betty Wright, Static Major, Robin Thicke, Kidd Kidd, Jay-Z, Juelz Santana e Busta Rhymes.

## Músicas
A música "Lollipop" alcançou a posição # 1 na parada de músicas da Billboard Hot 100 dos EUA e permaneceu em 1ª durante por três semanas. O vídeo postado no youtube da música mostra Static Major. Foi a música mais bem sucedida de Wayne em sua carreira, ganhando um Grammy Award, um prêmio BET Awards, e um prêmio MTV Video Music Awards da MTV. A segunda faixa do álbum, "Mr. Carter", foi nomeada para um Grammy Award e ao mesmo tempo esteve no Hot 100. Foi elogiada pela participação de Jay-Z, que foi visto como Jay-Z passando o trono para Wayne. O segundo single, "A Milli", foi um hit top dez e foi elogiado como uma das melhores canções de 2008. A canção ganhou inúmeros freestyles e remixes, enquanto a versão original de Wayne foi elogiado com "rima espectacular". "Dr. Carter", a sexta faixa, também foi elogiada pelo conteúdo lírico e humor como Wayne assumiu a persona de um médico realizar a cirurgia em pacientes diferentes (uma metáfora para Wayne ressuscitar o hip-hop). "Tie My Hands", com Robin Thicke, foi elogiada como uma faixa profundida que caracteriza um "comentário político" e "desespero" com a performance de Robin Thicke. "Phone Home" também apresenta várias metáforas alienígenas e lembra o filme ET O Extraterrestre (1982).

## Elogios
O álbum Tha Carter III foi classificado como número um na lista Blender é um dos 33 melhores álbuns de 2008. Também foi classificada como número três na lista da Rolling Stone dos melhores 50 álbuns de 2008. Foi nomeado para um Grammy de Álbum do Ano, ganhou o prêmio de Melhor Álbum de Rap no Grammy Awards de 2009. Enquanto isso "Lollipop" ganhou o prêmio de Melhor Canção Rap. E "A Milli" ganhou o prêmio de Melhor Performance Rap Solo. A revista Billboard classificou o álbum número 103 na lista dos Top 200 Álbuns de todos os tempos.

## Faixas
1. "3 Peat"
2. "Mr. Carter" (part. Jay-Z)
3. "A Milli"
4. "Got Money" (part. T-Pain & Mack Maine)
5. "Comfortable" (part. Babyface)
6. "Dr. Carter"
7. "Phone Home"
8. "Tie My Hands" (part. Robin Thicke)
9. "Mrs. Officer" (part. Bobby Valentino)
10. "Let the Beat Build"
11. "Shoot Me Down" (part. D. Smith)
12. "Lollipop" (part. Static Major)
13. "La La" (part. Brisco & Busta Rhymes)
14. "Playing with Fire" (part. Betty Wright)
15. "You Ain't Got Nuthin" (part. Fabolous & Juelz Santana)
16. "DontGetIt"
17. "Action" (Música Bônus)

## Tabelas musicais
| Paradas (2008)                          | Melhor posição |
| --------------------------------------- | -------------- |
| Austrália (ARIA)                        | 47             |
| Áustria (Ö3 Austria Top 40)             | 71             |
| Bélgica (Ultratop Flandres)             | 83             |
| Bélgica (Ultratop Valônia)              | 97             |
| Canadá (Billboard)                      | 1              |
| Países Baixos (Dutch Charts)            | 21             |
| França (SNEP)                           | 25             |
| Alemanha (Offizielle Deutsche Charts)   | 29             |
| Irlanda (IRMA)                          | 34             |
| Nova Zelândia (RMNZ)                    | 10             |
| Noruega (VG-lista)                      | 11             |
| Escócia (Official Scottish Albums)      | 58             |
| Suíça (Schweizer Hitparade)             | 17             |
| Reino Unido (Official Albums Chart)     | 23             |
| Estados Unidos (Billboard 200)          | 1              |
| Estados Unidos (Top R&B/Hip Hop Albums) | 1              |
| Estados Unidos (Top Rap Albums)         | 1              |